# Patera de Panina
Panina Patera
Pour les articles homonymes, voir Panina.
La patera de Panina (désignation internationale : Panina Patera) est une patera située sur Vénus dans le quadrangle de Navka Planitia. Elle a été nommée en référence à Varvara Panina, chanteuse gitano-russe (1872–1911).